# 助演
助演（じょえん）とは、映画やテレビドラマや舞台演劇などにおいて、主役以外の役を演じることである。「主役の演技を助けて演じること」という意味から来ており、主に物語の中で重要な役割を演じる脇役のことを意味する。
「準主演」と概念がほぼ重なるが、準主演には物語の一部でスポットライトが当たる場面が必ずあるのに対し、助演の場合は必ずしもそうではないという点で区別される。
女性が主役のストーリーにおける最も重要な男性役や、逆に男性が主役のストーリーにおける最も重要な女性役を演じることは助演の典型である（ただし、時には最も重要な女性役と最も重要な男性役の双方を主演とするような場合がある）。

## 関連
- 主演
- 準主演
- 脇役
- 端役
- エキストラ
- アカデミー助演男優賞
- アカデミー助演女優賞